# 黃柔閩
黃柔閩（1967年—），演員暨表演指導，曾於2002年獲得金鐘獎最佳女配角。

## 生平
黃柔閩生於屏東，畢業於台南女中、臺北市立師範學院音樂系，主修聲樂，副修鋼琴與大提琴。在美研習達克羅斯音樂教學法，於西雅圖與舊金山等地研習音樂治療與接觸即興和表演藝術課程。
她擔任過世紀當代舞團、河左岸劇團、差事劇團表演作品的音樂設計或演員。2002年，她以《月光》中的腦性麻痺患者角色，獲得金鐘獎單元劇最佳女配角。2007年，她再以《呼叫223》中美蓮一角入圍金鐘獎單元劇最佳女主角。

## 演出作品

### 電視
- 尋找蓮花（1996）
- 文學風景—手（2000）
- 月光（2002）
- 大林春暖-天堂的媽媽（2004）
- 漂流天堂（2006）
- 春暖花蓮（2007）
- 呼叫223（2007）
- 愛的約定（2007）
- 馴富記（2008）
- 最後的詩句（2017）
- 酸甜之味（2017）
- 麻醉風暴2（2017）
- 誰是被害者（2020）
- 天橋上的魔術師（2021）
- 月光下的回頭馬（公視人生劇展）（2021）
- 華燈初上（2022）
- 茁劇場－走過愛的蠻荒（2022）
- 最佳配角（2023）
- 搜尋者（2023）
- 塑膠花（2024）
- 院長爸爸（2024）
- 下輩子祝你開心（2025）
- 他的靈魂與他的書店（2026）

### 電影長片
- 南方紀事之浮世光影（2005)
- 漂流天堂（2006)
- 《三方通話》之《連載小說》（2008)
- 上岸的魚（2017)
- 失路人（2020）
- 修行_(電影)（2022）
- 兜兜風（2022）
- 粽邪3：鬼門開（2023）
- 沉默的審判（2025）
- 鬼牽手（2025）
- 愛的代價（2025）

### 短片與實驗片
- 2022年 《維蘇的注視》
- 2024年 《草莓蛋糕》《二》